# Suore missionarie del Santo Nome di Maria
Le Suore Missionarie del Santo Nome di Maria (in tedesco Kongregation der Missionsschwestern vom heiligen Namen Mariens) sono un istituto religioso femminile di diritto pontificio.

## Storia
Dopo lo scoppio della prima guerra mondiale, le giovani tedesche che si trovavano a Lione come postulanti e novizie del Terz'ordine regolare di Maria furono costrette ad abbandonare la Francia e a tornare in patria: concentratesi a Meppen, nel 1918 ottennero dal superiore generale della Società di Maria il permesso di riunirsi in una congregazione religiosa alle dipendenze del vescovo di Osnabrück.
Ottenuto il nihil obstat della congregazione per i Religiosi, il 25 marzo 1920 il vescovo Hermann Wilhelm Berning (1877-1955) firmò il decreto di fondazione ed erezione canonica dell'istituto: inizialmente la casa madre fu stabilita a Meppen, ma nel 1941 la Gestapo costrinse le suore ad abbandonarla; la sede fu trasferita a Kloster Nette, presso Osnabrück.

## Attività e diffusione
Le suore si dedicano all'istruzione della gioventù, all'assistenza ai malati, alla pastorale parrocchiale; sono attive anche in terra di missione.
Oltre che in Germania, sono presenti in Brasile, in Paraguay e in Svezia; la sede generalizia è a Osnabrück-Haste.
Alla fine del 2008 la congregazione contava 304 religiose in 56 case.